# Ryūki Kozawa
Ryūki Kozawa (japanisch 小澤 竜己 Kozawa Ryūki; * 6. Februar 1988 in der Präfektur Aichi) ist ein japanischer Fußballspieler auf der Position eines Stürmers.

## Karriere
Kozawa erlernte das Fußballspielen in der Schulmannschaft der Aomori Yamada High School. Seinen ersten Vertrag unterschrieb er 2006 bei FC Tokyo. Der Verein spielte in der höchsten Liga des Landes, der J1 League. Für den Verein absolvierte er drei Erstligaspiele. 2008 wechselte er zum Drittligisten Gainare Tottori. 2011 wechselte er zum Ligakonkurrenten Blaublitz Akita.